# Vindeln (Gemeinde)
Koordinaten: 64° 12′ N, 19° 43′ O

Vindeln ist eine Gemeinde (schwedisch kommun) in der schwedischen Provinz Västerbottens län und der historischen Provinz Västerbotten. Der Hauptort der Gemeinde ist Vindeln. Durch die Gemeinde führen die Europastraße 12, die Regionalstraße 363 und die Eisenbahnlinie Ånge – Boden (Norra stambanan).

## Geographie
Die Gemeinde liegt im Vorland des Skandinavischen Gebirges und ist geprägt von den teilweise tief eingeschnittenen Tälern der beiden Flüsse Ume älv und Vindelälven. Der Vindelälven, der völlig naturbelassen ist, weist mehrere mächtige Stromschnellen auf.
Von Åmsele nach Vindeln führt der Isälvleden, ein 60 km langer Wanderweg entlang des Vindelälven. Entlang des Weges gibt es mehrere Übernachtungshütten.

## Wirtschaft
Forstwirtschaft und holzverarbeitende Industrie sind die wichtigsten Wirtschaftszweige.

## Sehenswürdigkeiten
Bei Mårdsele, 64 Kilometer nordwestlich des Hauptortes befinden sich die Stromschnellen Mårdseleforsen. Auf einer Länge von zwei Kilometern hat der Vindelälven ein Gefälle von 17 Höhenmetern. Enge Passagen wechseln mit breiteren, in denen sich zahlreiche Inseln befinden. Das Gebiet ist leicht zugänglich und die Inseln im Strom sind mit kleinen Brücken verbunden. Die Stromschnellen sind auch ausgezeichnete Angelplätze (für vor allem Lachs, Äsche und Forelle).

### Museen
- Freilichtmuseum mit 15 Gebäuden meist aus dem frühen 19. Jahrhundert.

## Orte
Folgende Orte sind Ortschaften (tätorter):
- Åmsele
- Granö
- Hällnäs
- Tvärålund
- Vindeln